# Rinorea flavescens
Espèce
Statut de conservation UICN

 LC  : Préoccupation mineure
Synonymes
Selon Tropicos (05 mai 2022) :
- Alsodeia flavescens (Aubl.) Spreng.
- Conohoria flavescens Aubl. - Basionyme

Selon GBIF (05 mai 2022) :
- Alsodeia flavescens (Aubl.) Spreng.
- Alsodeia flavescens Aubl.
- Conohoria flavescens Aubl. - Basionyme

Rinorea flavescens est une espèce de plantes à fleurs de la famille des Violaceae. C'est un arbuste néotropical.

Rinorea flavescens est connu en Guyane sous les noms de Bois lélé (Créole), Ãyù (Wayãpi), Barririkoti, Boumbikidia (Aukan, Paramaka), Conohorie, Conori (Caraib language, Aublet (1775)), Lèlè-tiki (Nenge tongo), Pareban Kamwi, Pare Banwi (Oyapock).
Ailleurs, au Brésil, on l'appelle Canela de Garca (Amapá), Jacamín renepeá (Pará). Au Suriname, on l'appelle Koerrarè, Akami(e) Koerrarè, Akamie eknoerarsi (Caraib), Bar(r)ikoet(j)i, Baririkoti, Baririkuti (=patte de poule Arawak), Dreeritiki, Driltiki, Driritiki (Sranan tongo), Drilstokje (Hollandais du Suriname), Lèlè Lèlè-tiki (Sranan tongo), Namuduni, Gankikisè (Saramaka), Mamoedoemmi(e), Mamoedoemni, Namoedoemi.
Au Guyana on l'appelle Poripjori (Carib), Baridi (=Barudi) kut(ch)i (="patte de poule" Arawak), Ifa-kut(ch)i (="patte de canard" Arawak), Mamusaré (Arawak), Shero (Wapisiana), Shipiye (Macusil).
Au Venezuela on l'appelle Gaspadillo, Icaco, Jonojodedö (Yekwana), Kurunmota-yek (Pemón), Molenillo Kurumota, Kurun-mota-yek (Bolívar, Arekuna de la région de Rio Caroni).
En Colombie on l'appelle Oo-má-hé-o (Amazonas, Tanimuku), Palo duro (Vaupés), Doi-Yo-ki (Vaupés, Kubeo).
Au Pérou on l'appelle Takit (Amazonas, Huambisa), Tsachira kumpari (Amazonas et Loreto, Huambisa), Yutabanco (Loreto).

## Description

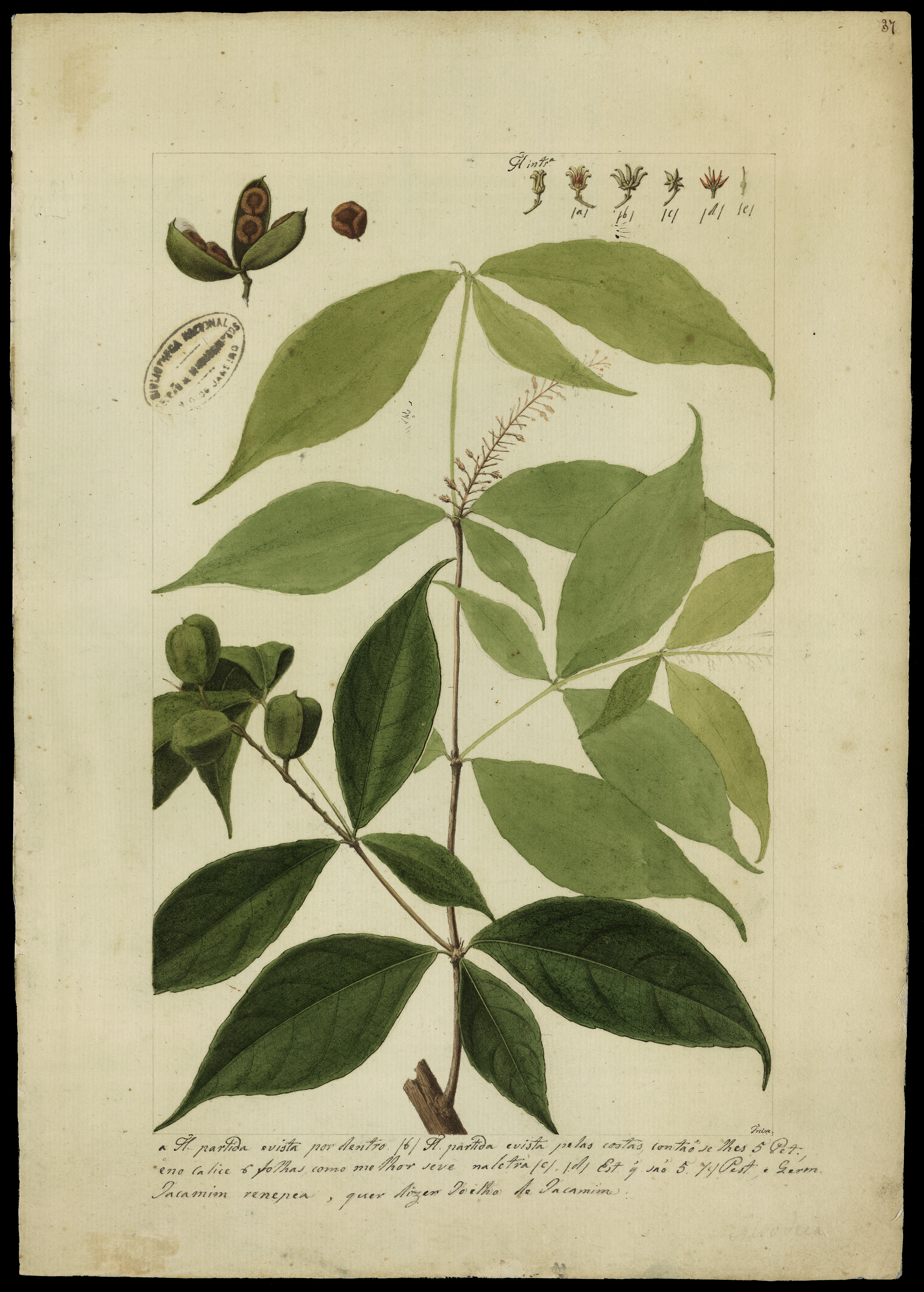
Rinorea flavescens : aquarelle du XVIIIe siècle.

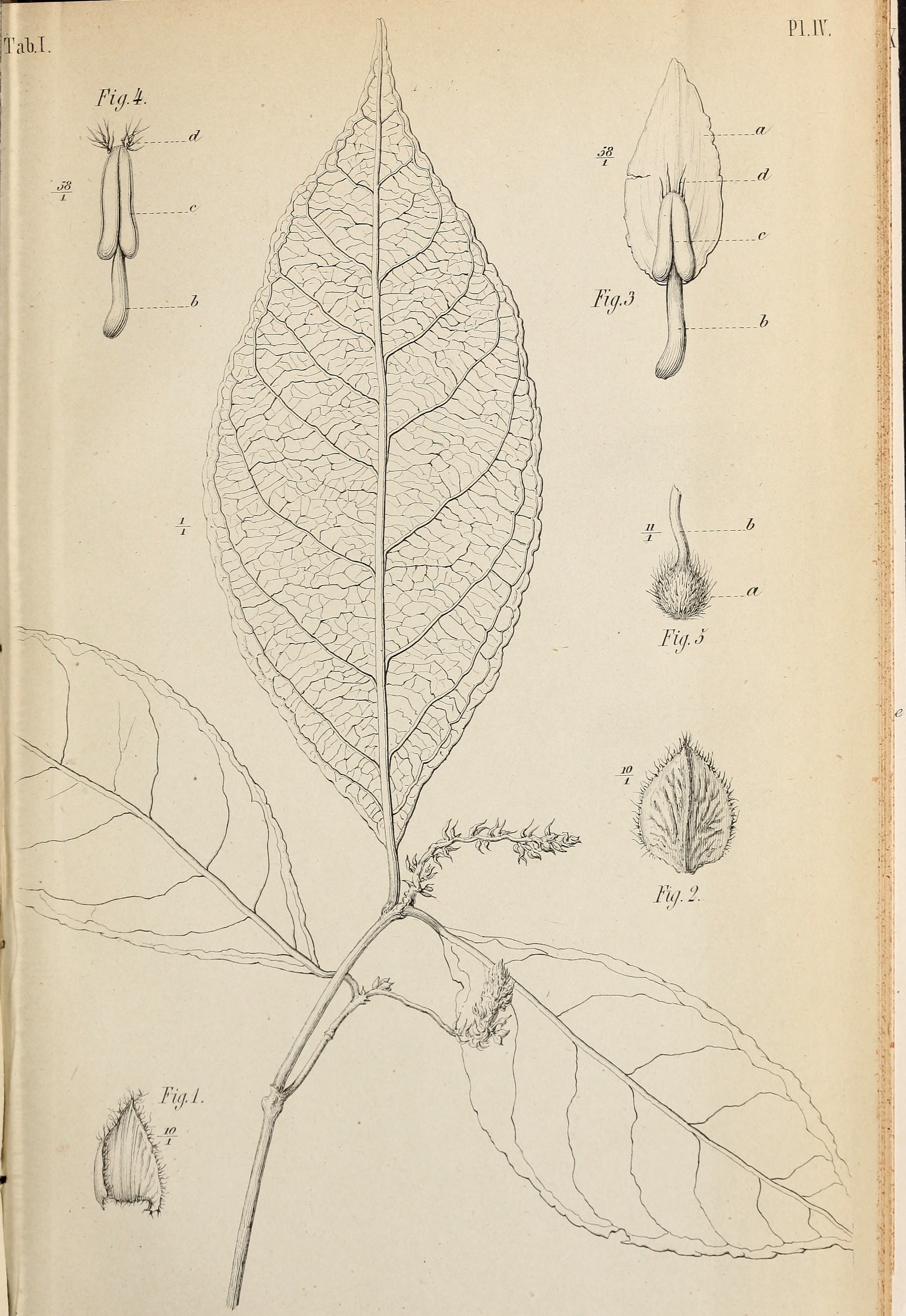
Rinorea flavescens - J.C.v.Rosfum, del. AISODELA PI AVE SCEÏS SÏIL

Rinorea flavescens est un petit arbre ou un arbuste haut de 1 à 20 m.
Les rameaux sont souvent violacés une fois secs, peu pubérulents dorés à poilus apprimés ou hispides, devenant glabrescents à complètement glabres avec l'âge. 
Les feuilles sont simples, opposées.
Le pétiole, parfois cylindrique, est long de 3-14 mm, hirtelleux doré, devenant glabrescents à complètement glabres avec l'âga.
Les stipules herbacées mesurent 0,25-2,25 x 0,5-1,5 mm, sont caduques, de forme étroitement deltoïde, avec des poils et des cils dorés.
Le limbe mesure 5-20 x (1,25-)2-2,75 cm, est papyracé, de forme ovale, acuminé à cuspidé, à base arrondie à cunéiforme, à marges subentières à (sub)crénelée ou (sub)serrée, vaguement mucronée, et à apex subaigu à subobtus, mucronulé (acumen long de 0,5-2,5(-3) cm).
La nervure médiane et les (7-)8-11(-12) paires de nervures latérales (hors acumen) sont glabres sur les deux faces.
La nervation tertiaire est réticulée.
Les inflorescences sont des grappes racémeuses, axillaires, latérales et subterminales, solitaires, longues de (3-)5-13 cm, et finement pubérulentes.
L'axe central est souvent violacé et luisant au séchage, hirtelleux doré à glabrescent.
Les pédicelles sont longs de 2 à 6 mm, articulés vers le milieu, hirtelleux dorés, glabrescents.
Les bractéoles subopposées (0,5-1 x 0,5-0,75 mm) et les bractées (1-1,5 x 0,75-1,25 mm) sont herbacées, de forme ovales à deltoïdes, souvent strigilleuses dorées près de l'apex de la nervure médiane, glabrescentes, ciliolées dorées, et à apex obtus à (sub)aigu.
Les boutons floraux sont de forme ovoïde, obtuse.
Les fleurs sont parfumées, pendantes, de couleur blanche, crémeuse ou jaune.
Les sépales sont inégaux, herbacés, le plus souvent glabres, parfois finement pileux dorés, à 5-7 nervures, à marge scarieuse et ciliolée dorée.
Les sépales externes mesurent 1-1,5 x 1-1,5 mm, et sont de forme ovale à deltoïde, à apex obtus.
Les sépales internes mesurent 1,5-3,5 x 1-2 mm, et sont de forme (ob)ovale à orbiculaire, à apex arrondi.
Les pétales (étroitement) ovales, mesurent 3,25-5 x 1-2 mm (environ 2 fois plus longs que les sépales), et sont de couleur jaune herbacés, glabres, parfois ciliolés dorés près de l'apex, obtus à l'apex. 
Les étamines sont glabres, longues de 2,75 à 4 mm.
Les filets sont libres, longs de 0,75-1 x env.0.3 mm, avec des glandes dorsales tridenticulées, libres, adnées aux filets (manquant parfois sur certains filets), de forme étroitement ellipsoïdes à obovoïdes, mesurant 0-1 x 0-0,3 mm, charnues, glabres, à apex libre, de forme (sub)obtuse, parfois émarginée.
Les anthères sont de forme ovoïde à ellipsoïde, mesurant 1-1,75 x 0,5-1,25 mm, glabres, avec l'apex des thèques obtus, dépourvu d'appendice.
Le connectif à l'extérieur est glabre, de forme étroite deltoïde, subobtuse, mesurant 0,75-1 x ca.0.25 mm, portant des écailles latérales et apicales, de forme ovale, mesurant 2-3 x 0,75-1,75 mm, scarieuses, de couleur brun orangé, à marge subérosée à subentière, et à apex obtus.
L'ovaire globuleux, ovoïde à conique, 1-1,5 x 0,5-1,25 mm, généralement glabre, rarement avec quelques poils piloseux dorés épars.
On compte (1)2 ovules par placenta. 
Le style est filiforme, dressé mesurant 2-3 x env.0.25 mm (dépassant les étamines de 0,2-0,3(-0,5) mm), avec les stigmate tronqué. 
Le fruit est une capsule coriace à subligneuse, mesurant 20-25 mm, de forme plus ou moins symétrique, ovoïde à ellipsoïde, acuminée, de couleur verte et brunâtre, devenant rougeâtre avec l'âge (brun rougeâtre à violacée au séchage), généralement glabre, parfois légèrement dorée, veinée, avec des pièces florales persistantes à la base.
Les 3 valves sont sub-égales, mesurant 1,5-2,5(-3) x 0,4-0,8 cm.
Chaque valve compte (1)-2 graines glabres, globuleuses, mesurant 5-6 mm de diamètre
,
,
.

Rinorea flavescens est étroitement apparenté à R. falcata et R. camptoneura. Il s'en distingue par son ovaire (quasi-)glabre. Il fut souvent confondu avec R. pubiflora par divers auteurs du XIXe siècle, notamment en raison du fait que Aublet (1775) a décrit Conohoria flavescens uniquement à partir de spécimens en fleurs et Passoura guianensis uniquement à partir de spécimens en fruits.

## Répartition
Rinorea flavescens est principalement présent en Amazonie (Brésil, Venezuela, Colombie, Équateur, Pérou), ainsi que la région adjacente du Haut Orénoque (Bolívar, Amazonas), et les Guyanes (Guyana, le Suriname, la Guyane).
Il existe aussi une population disjointe dans le nord-ouest de la Colombie (nord et ouest de la Cordillère des Andes orientale).

## Écologie
Rinorea flavescens est commun dans le sous-étage des forêts tropicales humides anciennes et secondaires, depuis le niveau de la mer jusqu'aux zones sub-montagnardes, de 0 à 700 m d'altitude.
Des spécimens ont été collectés sur les pentes des reliefs, dans les talwegs et le long des rivières, et des ruisseaux.
Il pousse dans les zones non inondées comme les dunes et les crêtes fluviales, mais aussi dans des zones périodiquement inondées, sur des sols quartzitiques, bauxitiques, ferro-latéritiques, argileux ou sableux, principalement riches en Al mais pauvres en nutriments (P, Ca, K, Mg, Cu, B, Mn, Zn).
Il fleurit et fructifie toute l'année.
Au Venezuela, on le rencontre dans les forêts sempervirentes de plaine à montagnardes, autour de 50–1 000 m d'altitude.

Rinorea flavescens parait peu sensible à l'intensité de l'exploitation forestière dans le Pará.
La croissance de son diamètre a été étudiée dans le Pará.
Rinorea flavescens fait partie des espèces les plus communes du sous-bois dans des forêts du Pará, avec 76 ind./ha, ou 29.3% de recouvrement de la strate inférieure.
Les feuilles de Rinorea flavescens sont très occasionnellement récoltées par les fourmis Atta cephalotes L..

## Utilisations
Les noms surinamais Dreeritiki, Drilstokje, Driltiki, Driritiki, Lèlè Lèlè-tiki et guyanais Bois lélé indiquent que les rameaux sont utilisés pour fabriquer des lélés destinés à mélanger les boissons (comme R. pubiflora).
Rinorea flavescens est employé seulement comme bois de chauffe chez les amérindiens du nord du Guyana.

## Protologue

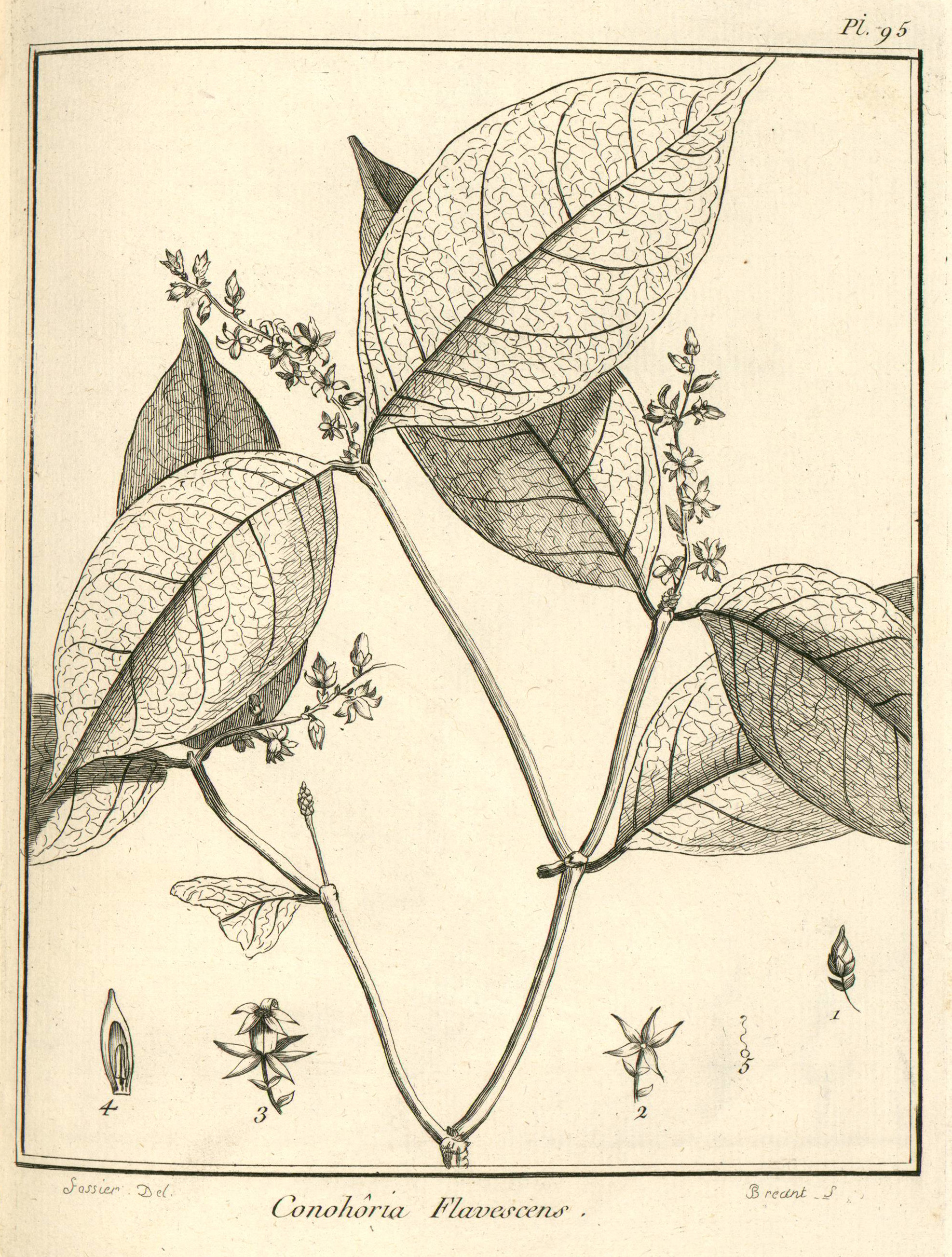
Rinorea flavescens par Aublet (1775).
Planche 95 : On a groſſi les parties détachées de la fleur. - 1. Bouton de fleur. - 2. Calice. - 3. Fleur épanouie. - 4. Pétale. Feuillet interne. Étamine. - 5. Ovaire. Style. Stigmate.

En 1775, le botaniste Aublet qui le premier décrivit Rinorea flavescens sous le nom de Conohoria flavescens, en proposa le protologue suivant: 

« CONOHORIA (flaveſcens). (Tabula 95.)
Frutex trunco tri & quadri-pedali, ad ſummitatem ramoſo ; ramis undique ſparſis, nodoſis. Folia oppoſita, ovata, acuta, glabra, integerrima, brevi petiolata. Flores ſpicati, terminales, alternatim diſpoſiti ; ſinguli pedunculati, pedunculo ad baſim squamula, & in medio duabus squamulis munito. Corolla flaveſcens.
Florebat Septembri.
Habitat in ſylvis Sinemarienſibus, quadraginta milliaribus à maris littore.
Nomen Caribæum CONOHORIÉ.

LE CONORI jaunâtre. (Tabula 95.)
Le tronc & cet arbrisseau à trois ou quatre pieds de hauteur ſur quatre ou cinq pouces de diamètre. Son écorce eſt griſâtre. Son bois eſt dur & blanchâtre. Il pouſſe à ſon ſommet un grand nombre de branches éparſes, noueuſes & rameuſes. Les rameaux ſont garnis a chaque nœud de deux feuilles oppoſées, liſſes, entières, vertes en deſſus, rouſſâtres en deſſous, terminées par une longue pointe ; leur pédicule eſt court, creuſé en gouttiere en deſſus, & convexe en deſſous. Les plus grandes feuilles ont ſix pouces de longueur, ſur près de trois de largeur.
Les fleurs naiſſent en épi à l'extrémité des rameaux entre deux feuilles: par le bas cet épi eſt entoure de quelques petites écailles.
Les fleurs ſont alternes, ſolitaires, & ſortent de l'aiſſelle d'une écaille.
Leur pédoncule eſt court, & a dans le milieu de ſa longueur deux petites écailles oppoſées.
Le calice eſt d'une ſeule pièce, diviſé profondément en cinq parties étroites & aiguës.
La corolle eſt à cinq pétales jaunes, attaches au ſupport du piftil, oppoſés aux diviſions du calice: ils ſont oblongs & ſe couvrent en partie par un côte, étant appliques les uns ſur les autres ; ainſi réunis lis forment un tube. Leur extrémité ſupérieure eſt recourbée en dehors. lorſqu'on écarté ces cinq pétales, l'on trouvé ſur chacun un feuillet au bas duquel eſt attaché une étamine. Leur filet eſt court, l'anthère eſt longue à deux bourſes écartées par le bas. Les cinq feuillets & les cinq anthères ſe rapprochent par le haut, & couvrent le piſtil.
Le piſtil eſt un ovaire arrondi, ſurmonté d'un style courbe en onde, terminé par un stigmate large & obtus.
Je n'ai pu rencontrer cet ovaire en maturité, il étoit trop petit pour pouvoir en découvrir la ſtructure interne.
L'odeur des fleurs approche beaucoup de celle que rend la cire jaune.
On a groſſi les parties détachées de la fleur.
Cet arbriſſeau eſt nommé CONOHORIÉ par les Galibis.
Il croît dans les forêts de la Guiane, à quarante lieues du bord de la mer, en s'approchant de la rivière de Sinémari, il étoit en fleur dans le mois de Septembre. »

— Fusée-Aublet, 1775.